# Grand Prix automobile d'Espagne 1998
GP précédent GP suivant
Le Grand Prix automobile d'Espagne 1998 (Gran Premio Marlboro de España 1998), disputé sur le circuit de Catalogne à Barcelone en Espagne le 10 mai 1998, est la 619e épreuve de l'histoire du championnat du monde de Formule 1 courue depuis 1950 et la cinquième manche du championnat 1998.

## Qualifications
| Pos. | No | Pilote                | Écurie              | Temps          |
| ---- | -- | --------------------- | ------------------- | -------------- |
| 1    | 8  | Mika Häkkinen         | McLaren-Mercedes    | 1 min 20 s 262 |
| 2    | 7  | David Coulthard       | McLaren-Mercedes    | 1 min 20 s 996 |
| 3    | 3  | Michael Schumacher    | Ferrari             | 1 min 21 s 785 |
| 4    | 5  | Giancarlo Fisichella  | Benetton-Playlife   | 1 min 21 s 894 |
| 5    | 6  | Alexander Wurz        | Benetton-Playlife   | 1 min 21 s 965 |
| 6    | 4  | Eddie Irvine          | Ferrari             | 1 min 22 s 350 |
| 7    | 15 | Johnny Herbert        | Sauber-Petronas     | 1 min 22 s 794 |
| 8    | 9  | Damon Hill            | Jordan-Mugen-Honda  | 1 min 22 s 835 |
| 9    | 18 | Rubens Barrichello    | Stewart-Ford        | 1 min 22 s 860 |
| 10   | 1  | Jacques Villeneuve    | Williams-Mecachrome | 1 min 22 s 885 |
| 11   | 10 | Ralf Schumacher       | Jordan-Mugen-Honda  | 1 min 22 s 927 |
| 12   | 11 | Olivier Panis         | Prost-Peugeot       | 1 min 22 s 963 |
| 13   | 2  | Heinz-Harald Frentzen | Williams-Mecachrome | 1 min 23 s 197 |
| 14   | 14 | Jean Alesi            | Sauber-Petronas     | 1 min 23 s 327 |
| 15   | 16 | Pedro Diniz           | Arrows              | 1 min 23 s 704 |
| 16   | 12 | Jarno Trulli          | Prost-Peugeot       | 1 min 23 s 748 |
| 17   | 17 | Mika Salo             | Arrows              | 1 min 23 s 887 |
| 18   | 19 | Jan Magnussen         | Stewart-Ford        | 1 min 24 s 112 |
| 19   | 23 | Esteban Tuero         | Minardi-Ford        | 1 min 24 s 265 |
| 20   | 22 | Shinji Nakano         | Minardi-Ford        | 1 min 24 s 538 |
| 21   | 21 | Toranosuke Takagi     | Tyrrell-Ford        | 1 min 24 s 722 |
| Nq.  | 20 | Ricardo Rosset        | Tyrrell-Ford        | 1 min 25 s 946 |

## Classement

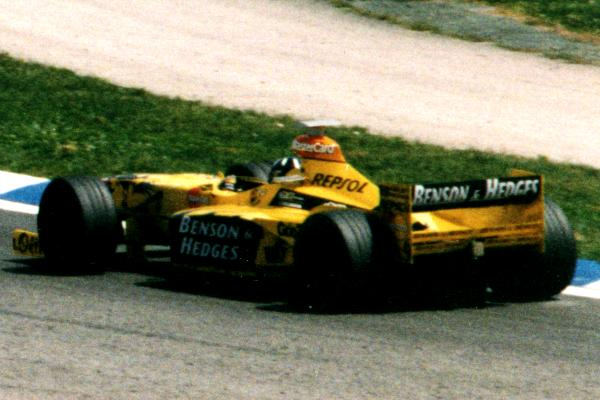
Damon Hill sur Jordan au GP d'Espagne 1998

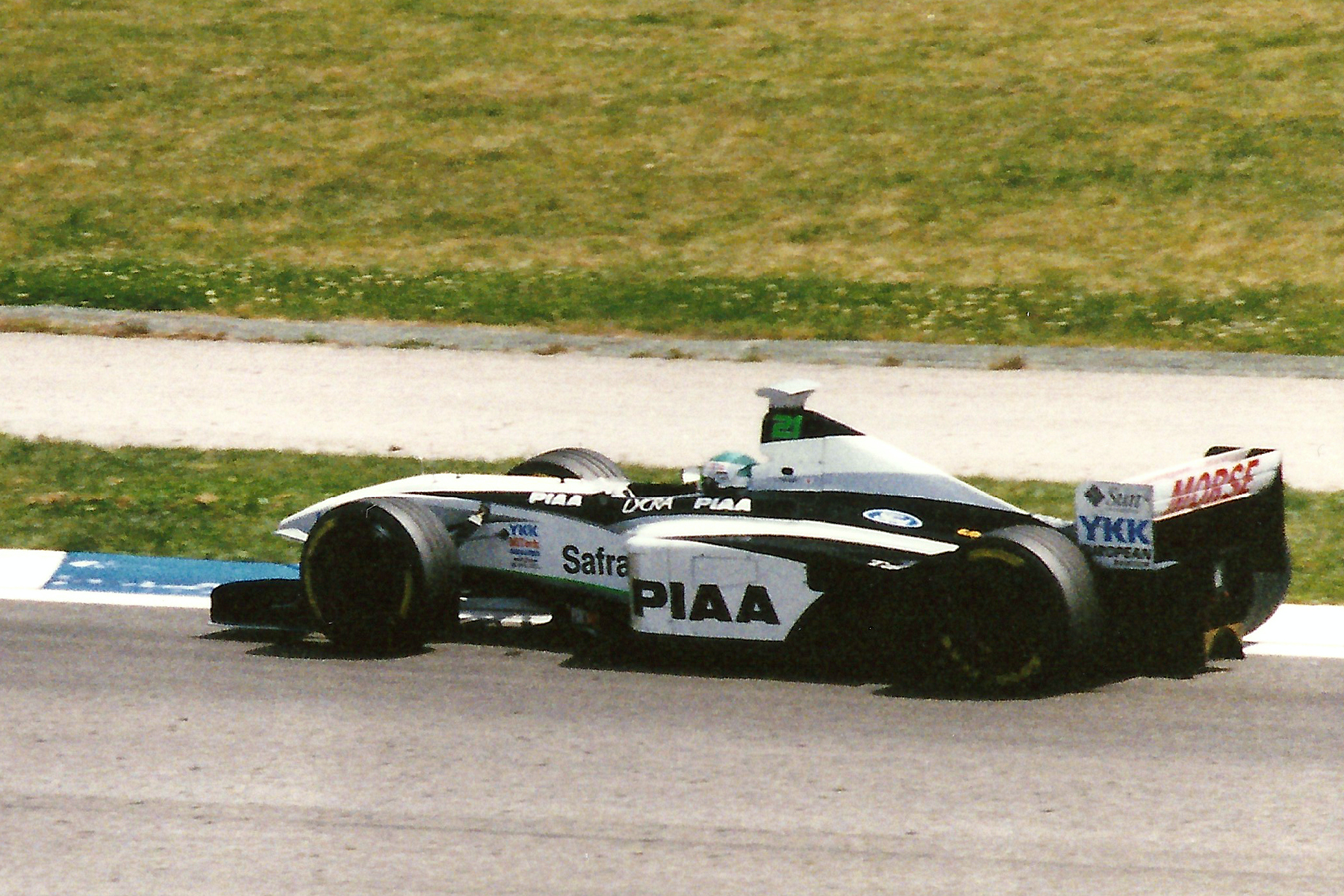
Tora Takagi sur Tyrrell au GP d'Espagne 1998

| Pos. | No | Pilote                | Écurie              | Tours | Temps/Abandon                      | Grille | Points |
| ---- | -- | --------------------- | ------------------- | ----- | ---------------------------------- | ------ | ------ |
| 1    | 8  | Mika Häkkinen         | McLaren-Mercedes    | 65    | 1 h 33 min 37 s 621 (196,901 km/h) | 1      | 10     |
| 2    | 7  | David Coulthard       | McLaren-Mercedes    | 65    | + 9 s 439                          | 2      | 6      |
| 3    | 3  | Michael Schumacher    | Ferrari             | 65    | + 47 s 095                         | 3      | 4      |
| 4    | 6  | Alexander Wurz        | Benetton-Playlife   | 65    | + 1 min 02 s 538                   | 5      | 3      |
| 5    | 18 | Rubens Barrichello    | Stewart-Ford        | 64    | + 1 tour                           | 9      | 2      |
| 6    | 1  | Jacques Villeneuve    | Williams-Mecachrome | 64    | + 1 tour                           | 10     | 1      |
| 7    | 15 | Johnny Herbert        | Sauber-Petronas     | 64    | + 1 tour                           | 7      |        |
| 8    | 2  | Heinz-Harald Frentzen | Williams-Mecachrome | 63    | + 2 tours                          | 13     |        |
| 9    | 12 | Jarno Trulli          | Prost-Peugeot       | 63    | + 2 tours                          | 16     |        |
| 10   | 14 | Jean Alesi            | Sauber-Petronas     | 63    | + 2 tours                          | 14     |        |
| 11   | 10 | Ralf Schumacher       | Jordan-Mugen-Honda  | 63    | + 2 tours                          | 11     |        |
| 12   | 19 | Jan Magnussen         | Stewart-Ford        | 63    | + 2 tours                          | 18     |        |
| 13   | 21 | Toranosuke Takagi     | Tyrrell-Ford        | 63    | + 2 tours                          | 21     |        |
| 14   | 22 | Shinji Nakano         | Minardi-Ford        | 63    | + 2 tours                          | 20     |        |
| 15   | 23 | Esteban Tuero         | Minardi-Ford        | 63    | + 2 tours                          | 19     |        |
| 16   | 11 | Olivier Panis         | Prost-Peugeot       | 60    | Panne hydraulique                  | 12     |        |
| Abd. | 9  | Damon Hill            | Jordan-Mugen-Honda  | 46    | Moteur                             | 8      |        |
| Abd. | 4  | Eddie Irvine          | Ferrari             | 28    | Collision                          | 6      |        |
| Abd. | 5  | Giancarlo Fisichella  | Benetton-Playlife   | 28    | Collision                          | 4      |        |
| Abd. | 17 | Mika Salo             | Arrows              | 21    | Moteur                             | 17     |        |
| Abd. | 16 | Pedro Diniz           | Arrows              | 20    | Moteur                             | 15     |        |
| Nq.  | 20 | Ricardo Rosset        | Tyrrell-Ford        |       | Non qualifié                       |        |        |

## Pole position et record du tour
- Pole position : Mika Häkkinen en 1 min 20 s 262 (vitesse moyenne : 212,021 km/h).
- Meilleur tour en course : Mika Häkkinen en 1 min 24 s 275 au 25e tour (vitesse moyenne : 201,925 km/h).

## Tours en tête
- Mika Häkkinen : 63 (1-26 / 28-45 / 47-65)
- David Coulthard : 2 (27 / 46)

## Classements généraux à l'issue de la course
| Pos. | Pilote                | Écurie              | Points |
| ---- | --------------------- | ------------------- | ------ |
| 1    | Mika Häkkinen         | McLaren-Mercedes    | 36     |
| 2    | David Coulthard       | McLaren-Mercedes    | 29     |
| 3    | Michael Schumacher    | Ferrari             | 24     |
| 4    | Eddie Irvine          | Ferrari             | 11     |
| 5    | Alexander Wurz        | Benetton-Playlife   | 9      |
| 6    | Heinz-Harald Frentzen | Williams-Mecachrome | 8      |
| 7    | Jacques Villeneuve    | Williams-Mecachrome | 6      |
| 8    | Jean Alesi            | Sauber-Petronas     | 3      |
| 9    | Rubens Barrichello    | Stewart-Ford        | 2      |
| 10   | Johnny Herbert        | Sauber-Petronas     | 1      |
| 11   | Giancarlo Fisichella  | Benetton-Playlife   | 1      |

| Pos. | Écurie              | Points |
| ---- | ------------------- | ------ |
| 1    | McLaren-Mercedes    | 65     |
| 2    | Ferrari             | 35     |
| 3    | Williams-Mecachrome | 14     |
| 4    | Benetton-Playlife   | 10     |
| 5    | Sauber-Petronas     | 4      |
| 6    | Stewart-Ford        | 2      |

## Statistiques
- 4e victoire pour Mika Häkkinen.
- 111e victoire pour McLaren en tant que constructeur.
- 16e victoire pour Mercedes en tant que motoriste.